# Canton de Rabastens-de-Bigorre
Le Canton de Rabastens-de-Bigorre est un ancien canton français situé dans le département des Hautes-Pyrénées, Arrondissement de Tarbes et la région Midi-Pyrénées.

## Composition
Le Canton de Rabastens-de-Bigorre regroupait 24 communes et comptait 5 052 habitants en 2012.
| Communes              | Population (2012) | Code postal | Code Insee |
| --------------------- | ----------------- | ----------- | ---------- |
| Ansost                | 62                | 65140       | 65013      |
| Barbachen             | 42                | 65140       | 65061      |
| Bazillac              | 304               | 65140       | 65073      |
| Bouilh-Devant         | 23                | 65140       | 65102      |
| Buzon                 | 74                | 65140       | 65114      |
| Escondeaux            | 212               | 65140       | 65161      |
| Gensac                | 68                | 65140       | 65196      |
| Lacassagne            | 175               | 65140       | 65242      |
| Laméac                | 133               | 65140       | 65254      |
| Lescurry              | 163               | 65140       | 65269      |
| Liac                  | 169               | 65140       | 65273      |
| Mansan                | 54                | 65140       | 65297      |
| Mingot                | 69                | 65140       | 65311      |
| Monfaucon             | 163               | 65140       | 65314      |
| Moumoulous            | 57                | 65140       | 65325      |
| Peyrun                | 84                | 65140       | 65361      |
| Rabastens-de-Bigorre  | 1 419             | 65140       | 65375      |
| Saint-Sever-de-Rustan | 137               | 65140       | 65397      |
| Sarriac-Bigorre       | 263               | 65140       | 65409      |
| Ségalas               | 96                | 65140       | 65414      |
| Sénac                 | 215               | 65140       | 65418      |
| Tostat                | 424               | 65140       | 65446      |
| Trouley-Labarthe      | 74                | 65140       | 65454      |
| Ugnouas               | 73                | 65140       | 65457      |

## Représentation

### Conseillers généraux de 1833 à 2015
| Période        | Période          | Identité                              | Étiquette           | Qualité                                                                                              |
| -------------- | ---------------- | ------------------------------------- | ------------------- | --- |
| 1833           | 1848             | Cyprien Gros (1782-1861)              | Droite              | Médecin, propriétaire du château et maire de Lacassagne                                              |
| 1848           | 1852             | Laurent Duffaur                       | Républicain         | Notaire à Tostat                                                                                     |
| 1852           | 1861 (décès)     | Cyprien Gros                          | Droite              | Médecin, propriétaire du château et maire de Lacassagne                                              |
| 1861           | 1863             | Bernard Lacaze                        |                     | Négociant à Vic-en-Bigorre                                                                           |
| 1864           | 1869 (démission) | Alphée Laffeuillade (1800-1870)       |                     | Juge de paix, maire de Rabastens                                                                     |
| 1870           | 1870             | Henry de Mérens (1829-1910)           | Droite              | Propriétaire-agriculteur, Maire de Saint-Sever-de-Rustan                                             |
| 1870           | 1871             | Laurent Duffaur                       | Républicain         | Notaire à Tostat                                                                                     |
| 1871           | 1883             | Henry de Mérens                       | Droite              | Propriétaire-agriculteur, Maire de Saint-Sever-de-Rustan                                             |
| 1883           | 1887 (démission) | Baptiste Daulon-Menget                | Républicain         | Propriétaire, marchand de bœufs Maire de Rabastens-de-Bigorre                                        |
| 1887           | 1895             | Justin Tujague                        | Républicain         | Docteur en médecine à Rabastens-de-Bigorre, conseiller d'arronfissement                              |
| 1895           | 1901             | Charles Achille Fould                 | Républicain rallié  | Eleveur de chevaux de course Député (1889-1906)                                                      |
| 1901           | 1919             | Ferdinand Lacoste                     | Républicain puis RG | Propriétaire rentier Maire de Rabastens-de-Bigorre                                                   |
| 1919           | 1925             | Joseph Bazerque (gendre du précédent) | RG                  | Médecin                                                                                              |
| 1925           | 1931             | Ferdinand Lacoste                     | RG                  | Propriétaire rentier Maire de Rabastens-de-Bigorre                                                   |
| 1931           | 1940             | Justinien Baget                       | URD                 | Négociant en grains et fourrages, hôtelier-restaurateur Conseiller municipal de Rabastens-de-Bigorre |
|                |                  |                                       |                     | |
| 1943           | 1945             | Julien Betbèze                        | ?                   | Médecin Maire de Liac Nommé conseiller départemental en 1943                                         |
|                |                  |                                       |                     | |
| 1945           | 1952 (décès)     | Ferdinand Mazères                     | Rad.                | Pâtissier Conseiller municipal de Rabastens-de-Bigorre                                               |
| 20 avril 1952  | 1994             | Roger Larré                           | Rad. puis MRG       | Médecin Conseiller municipal de Rabastens-de-Bigorre (1953-1971)                                     |
| 1994           | 1998 (décès)     | Christian Cazanave                    | UDF                 | Agriculteur à Sénac Président départemental de la Mutuelle Sociale Agricole                          |
| 5 juillet 1998 | 2008             | Pierre Lalanne                        | PS                  | Cadre supérieur Maire de Rabastens-de-Bigorre de 1989 à 2008                                         |
| 2008           | 2015             | Roland Dubertrand                     | SE ex-PRG           | Agriculteur Maire de Monfaucon                                                                       |

### Conseillers d'arrondissement (de 1833 à 1940)
| Période                                  | Période | Identité                       | Étiquette   | Qualité |
| ---------------------------------------- | ------- | ------------------------------ | ----------- | --- |
| 1833                                     | 1836    | Pierre Henri Germain de Mérens |             | Propriétaire à Saint-Sever                                                                                  |
| 1836                                     | 1842    | M. Sicard                      |             | Propriétaire à Rabastens-de-Bigorre                                                                         |
| 1842                                     | 1848    | Pierre Henri Germain de Mérens |             | Propriétaire à Saint-Sever                                                                                  |
|                                          |         |                                |             | |
| 1880                                     | 1887    | Justin Tujague                 | Républicain | Docteur en médecine à Rabastens-de-Bigorre                                                                  |
|                                          |         |                                |             | |
| 1898                                     |         | M. Duponts                     | Républicain | |
|                                          |         |                                |             | |
|                                          | 1934    | M. Bédouret                    | Radical     | |
| 1934                                     | 1940    | M. Portassau                   | Modéré      | Propriétaire à Bazillac                                                                                     |
| 1940                                     |         |                                |             | Les conseils d'arrondissement ont été suspendus par la loi du 12 octobre 1940 et n'ont jamais été réactivés |
| Les données manquantes sont à compléter. |         |                                |             | |